# Wikipédia en lezghien
Wikipédia en lezghien (en lezghien : Лезги Википедия [Lezgi Vikipediä]) est l'édition de Wikipédia en lezghien, langue nakho-daghestanienne parlée en Daghestan en Russie et en Azerbaïdjan. L'édition est lancée le 27 mars 2012,,,. Son code est : lez.
Au 21 mars 2025, l'édition en lezghien contient 4 424 articles et compte 11 815 contributeurs, dont 25 contributeurs actifs et 3 administrateurs.

## Présentation

Aire de diffusion du lezghien au sein des langues langues caucasiennes.

## Statistiques
- Le 12 mars 2015, l'édition en lezghien compte 2 156 articles et 3 681 utilisateurs enregistrés[5], ce qui en fait la 202e[6] édition linguistique de Wikipédia par le nombre d'articles et la 265e[7] par le nombre d'utilisateurs enregistrés, parmi les 287 éditions linguistiques actives.
- Le 12 octobre 2022, elle contient 4 307 articles et compte 9 900 contributeurs, dont 19 contributeurs actifs et 3 administrateurs.
- Le 30 septembre 2024, elle contient 4 421 articles et compte 11 441 contributeurs, dont 15 contributeurs actifs et 3 administrateurs.